# دی‌ویت جنینگز
دی‌ویت جنینگز (انگلیسی: DeWitt Jennings؛ ۲۱ ژوئیهٔ ۱۸۷۱ – ۱ مارس ۱۹۳۷) هنرپیشه اهل کشور ایالات متحده آمریکا بود. وی بین سال‌های ۱۹۰۶ تا ۱۹۳۷ میلادی فعالیت می‌کرد.

## فیلمشناسی
- شورش در بونتی
- دو شوالیه عرب
- خانه بزرگ
- ارواسمیت
- مین و بیل
- شش سری
- دلیر
- دیوانه سینما